# Christoffel Brändli
Christoffel Brändli (Vnà, 7 maart 1943) is een Zwitsers politicus voor de Zwitserse Volkspartij (SVP/UDC) uit het kanton Graubünden.

## Biografie
Christoffel Brändli studeerde in 1970 af als licentiaat in de economische wetenschappen aan de Universiteit van Sankt Gallen. Van 1971 tot 1983 zetelde hij in de Grote Raad van Graubünden. Vervolgens zetelde hij van 1983 tot 1985 in de Regering van Graubünden. Van 23 januari 1995 tot 4 december 2011 zetelde hij in de Kantonsraad, waarvan hij van 3 december 2007 tot 30 november 2008 voorzitter was.